# Distretto di Syangja
Il distretto di Syangja è un distretto del Nepal di 9.587 abitanti, che ha come capoluogo Syangja.
Il distretto fa parte della provincia di Gandaki; fino al 2015 faceva parte della zona di Gaṇḍakī nella Regione Occidente.
Geograficamente il distretto appartiene alla zona collinare delle Mahabharat Lekh.
Il distretto è attraversato da un'importante arteria stradale la Siddhartha Rajmarg che collega Pokhara nel nord con Butwal a sud.
Il principale gruppo etnico presente nel distretto è quello dei Bahun.